# Anton Monachow
Anton Ołeksandrowycz Monachow, ukr. Антон Олександрович Монахов (ur. 31 stycznia 1982 w Zaporożu) – ukraiński piłkarz grający na pozycji obrońcy.

## Kariera piłkarska

### Kariera klubowa
Wychowanek SDJuSzOR Metałurh Zaporoże, barwy którego bronił w juniorskich mistrzostwach Ukrainy (DJuFL). Karierę piłkarską rozpoczął 4 kwietnia 1999 w składzie Metałurh-2 Zaporoże, po czym przeszedł do Krywbasa Krzywy Róg, w podstawowej jedenastce którego 2 kwietnia 2000 rozegrał pierwszy mecz w Premier-lidze. W 2001 wyjechał do Rosji, gdzie próbował swoich sił w Spartaku Moskwa i Torpedo-ZiL Moskwa. Latem 2001 na krótko powrócił do Krywbasa i ponownie wyjechał do Rosji, gdzie bronił barw FK Elista. Na początku 2004 został zaproszony do Szachtara Donieck, ale występował tylko w rezerwowej drużynie. Następnie wychodził na boisko w składzie klubów Worskła Połtawa, Tawrija Symferopol, Krymtepłycia Mołodiżne oraz Naftowyk Ochtyrka. Zimą 2009 powrócił do Tawrii. 11 listopada 2011 za obopólną zgodą kontrakt został anulowany. W styczniu 2012 podpisał 1,5 roczny kontrakt z FK Sewastopol. W kwietniu 2013 został piłkarzem Sławutycza Czerkasy. 18 października 2013 jako wolny agent powrócił do Metałurha Zaporoże. Podczas przerwy zimowej sezonu 2013/14 opuścił zaporoski klub. W lipcu 2014 został piłkarzem Gandzasara Kapan, w którym grał do grudnia 2014.

### Kariera reprezentacyjna
Występował w juniorskiej reprezentacji Ukrainy.

## Sukcesy i odznaczenia

### Sukcesy klubowe
- brązowy medalista Mistrzostw Ukrainy: 2000
- zdobywca Pucharu Ukrainy: 2010
- finalista Pucharu Ukrainy: 2000
- finalista Superpucharu Ukrainy: 2010

### Sukcesy reprezentacyjne
- wicemistrz Europy U-18: 2000
- mistrz Uniwersjady: 2007, 2009

### Odznaczenia
- tytuł Mistrza Sportu Klasy Międzynarodowej: 2007